# Modigliani (pel·lícula)
Modigliani és una pel·lícula estatunidenca de Mick Davis, estrenada l'any 2004. La pel·lícula està basada en la vida del pintor italià Amedeo Modgliani. Els protagonistes de la pel·lícula són Andy Garcia (Amedeo Modigliani) i Elsa Zylberstein (Jeanne Hébuterne). La pel·lícula és biogràfica, però conté una gran quantitat d'elements de ficció. La pel·lícula se centra en la història d'amor prohibida i fatídica de Modigliani i Hébuterne, però al mateix temps transporta l'espectador a l'inici de la dècada de 1900 a París i el seu entorn artístic, on la competència és ferotge. Ha estat doblada al català.

## Argument
La pel·lícula té lloc en el París de 1910. Ardent i amb talent, Amedeo Modigliani està tractant d'aconseguir una posició entre la crema de la crema de l'art. El principal rival de Modigliani és Pablo Picasso.
A més de Modigliani i Picasso, altres artistes viuen a Paris, com Maurice Utrillo i Chaïm Soutine, amics de Modigliani.
Modigliani s'enamora de Jeanne Hébuterne, que aviat queda embarassada. Els pares de Hébuterne no accepten Modigliani com el pare del nen perquè Modigliani és jueu. Modigliani tracta de conèixer l'èxit amb les seves pintures no només per a ell mateix, sinó també per al seu fill.
El film culmina en el concurs de pintura, seguit per tots els artistes de París, de Picasso a Diego Rivera. Finalment Modigliani guanya el concurs amb una pintura on figura Jeanne. Modigliani no és present per assaborir la seva victòria perquè sol·licita al mateix temps una llicència de casament per a ell i Jeanne a l'ajuntament. Després de l'obtenció de la llicència, Modigliani visita una taverna. Després de sortir, és violentament colpejat.
La vida de Modigliani ha estat eclipsada per la seva dependència a l'alcohol i a l'opi. El film s'acaba de forma fosca: Modigliani mor després de l'assalt i de l'abús narcòtic. Només té 35 anys L'endemà, Jeanne Hébuterne es mata saltant d'una balconada.
El film mostra també trossos de la infantesa de Modigliani a Itàlia.

## Repartiment
- Andy García: Amedeo Modigliani
- Elsa Zylberstein: Jeanne Hébuterne
- Omid Djalili: Pablo Picasso
- Hippolyte Girardot: Maurice Utrillo
- Eva Herzigová: Olga Picasso
- Udo Kier: Max Jacob
- Susie Amy: Beatrice Hastings
- Peter Capaldi: Jean Cocteau
- Louis Hilyer: Zborowski
- Stevan Rimkus: Chaïm Soutine
- Dan Astileanu: Diego Rivera
- George Ivașcu: Moïse Kisling
- Michelle Newell: Eudoxie Hébuterne
- Frederico Ambrosino: Le petit Dedo
- Miriam Margolyes: Gertrude Stein
- Lance Henriksen: Randolf Herst
- Béatrice Chiriac: Frida Kahlo

## Al voltant de la pel·lícula
- Diversos vehicles que apareixen al film daten de 1920.
- Algunes escenes han estat rodades als estudis Mediapro Pictures que feia servir Nicolae Ceaușescu per propaganda.
- Anacronismes :
  - Se sent, a la ràdio, La vie en rose d'Édith Piaf (nascuda l'any 1915) que va ser escrita l'any 1942. Un acordió toca la música de "Johnny no ets un àngel", composta l'any 1937
  - En una escena de flashback l'any 1892, es veu un endoll (cap a 1904).
  - Frida Kahlo, dona de Diego Rivera apareix adulta cap a 1920 tot i que va néixer l'any 1907.
- El quadre pseudo cubista « Retrat de Modigliani » de Picasso no existeix
- L'últim quadre de Modigliani existeix, però sota el nom « Jeanne amb collaret »
- L'any 1918-1925, Picasso era prim, molt prim (veure els seus autoretrats i les fotos d'època)
- Crítica: "Davis intenta oferir un plus d'autoria pròpia que mai funciona. (...) quan se centra simplement a relatar les relacions entre els seus personatges, la pel·lícula s'assenta"[3]